# 아미가 3000UX
아미가 3000UX(Amiga 3000UX)는 아미가 컴퓨터 제품군의 모델로, AT&T 유닉스 시스템 V 릴리스 4(SVR4)의 완전한 포트인 아미가 유닉스가 아미가OS와 함께 설치되어 출시되었습니다. 이 시스템은 오른쪽 클릭으로 킥스타트(아미가의 커널) 부팅을 시작하면 표준 A3000과 동일합니다.
썬 마이크로시스템즈와 유닉스 인터내셔널은 1991년 유니포럼 행사에서 아미가 3000UX를 자신들의 부스에 전시했는데, 이는 코모도어가 해당 전시업체의 기술, 특히 OPEN LOOK 및 SVR4를 채택했음을 홍보하기 위함이었습니다. 이는 썬이 잠재적으로 이 모델을 워크스테이션 제품군에 통합할 수 있다는 근거 없는 소문으로 이어졌고, 코모도어 경영진의 무능력에 대한 커뮤니티의 지속적인 인식으로 인해 지속되었습니다.
코모도어(또는 제3자)가 A3000UX 머신을 표준 아미가OS용으로 용도 변경했을 가능성이 있는데, 일부 표준 A3000 모델에서 원래 A3000UX 머신으로 판매될 예정이었음을 시사하는 라벨이 발견되었기 때문입니다.

## 같이 보기
- 아미가 모델 및 변형 목록